# Edwin Luisi

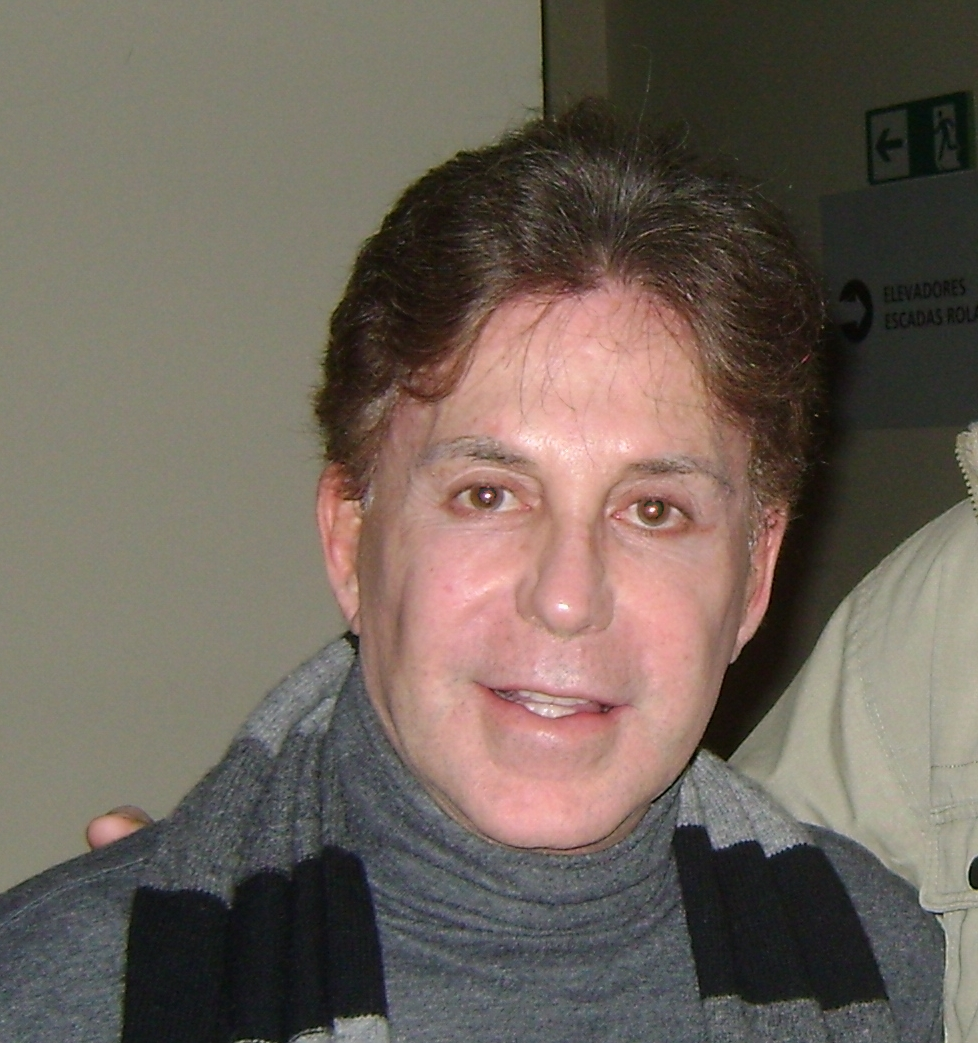
Edwin Luisi, 2011

Edwin Frederico Luisi (* 11. Februar 1947 in São Paulo) ist ein brasilianischer Schauspieler.
Luisi studierte Schauspiel an der Escola de Arte Dramática da Universidade de São Paulo und avancierte bald zu einem der bekanntesten Film- und Fernsehstars seines Landes. International bekannt wurde er durch die Rolle des Álvaro in der Telenovela Die Sklavin Isaura. Sein Schwerpunkt blieb beim TV, so spielte er weitere wichtige Rollen in den erfolgreichen brasilianischen Serien Sinhá Moça (2006) und Paraíso Tropical (2007).